# Пузанков, Дмитрий Викторович
Дмитрий Викторович Пузанков (3 июля  1944, Ленинград, СССР — 16 мая  2018, Санкт-Петербург, Россия) — специалист в области разработки средств вычислительной техники, доктор технических наук, профессор, Заслуженный деятель науки России. Награжден Медалью  Ярослава Мудрого I степени (2001).

## Биография
Родился 3 июля 1944 года в Ленинграде.

### Образование
- 1967 год — окончил ЛЭТИ по специальности «Математические и счётно-решающие приборы и устройства».

### Работа
После окончания института остался в нём работать. Прошёл должности инженера, ассистента, доцента, заведующего кафедрой Вычислительной техники, ректор ЛЭТИ.
- с 1998 по 2009 год — ректор ЛЭТИ.

### Учёная степень, звание
- Доктор технических наук, профессор.

### Научная работа
Сферой его научных интересов были параллельные вычислительные системы, телекоммуникации, микропроцессорные системы. В начале 1980-х годов он предложил новые принципы реализации вычислительных устройств с регулярной структурой на основе больших интегральных схем.
Результатами его разработок пользуются многие научно-исследовательские и промышленные организации.

### Награды
- Заслуженный деятель науки РФ;
- Премия Президента Российской Федерации в области образования[1] (1999) — за значительный вклад в развитие высшего технического образования в России.
- Медаль имени Ярослава Мудрого I степени Новгородского Государственного Университета им. Ярослава Мудрого (2001 год)[2].

### Смерть
Умер в Санкт-Петербурге 16 мая 2018 года.

## Публикации
Основные монографии:
1. Смолов В.Б., Водяхо А.И., Плюснин В.У., Пузанков Д.В. Функционально-ориентированные процессоры. — Машиностроение, 1988.
2. Смолов В.Б., Пузанков Д.В. Шесть поколений вычислительной техники: из истории кафедры ВТ ЛЭТИ. — 2007. — С. 242.
3. Балашов Е. П., Пузанков Д. В. Микропроцессоры и микропроцессорные системы. — М.: Радио и связь, 1981. — 328с.